# Welsh National League (Wrexham Area)
La Welsh National League (Wrexham Area) è una competizione calcistica gallese. Consta di due categorie; la Division One, la sua maggiore categoria, forma insieme a Mid Wales Football League e Welsh Football League Division Two il terzo livello del sistema dei campionati nazionali gallesi, occupandosi della regione settentrionale del Galles, con eccezione della zona di Wrexham.

## Squadre 2014–15
| Club                    | Stadio                                | Città              |                  |
| Premier Division        | Premier Division                      | Premier Division   | Premier Division |
| ----------------------- | ------------------------------------- | ------------------ | ---------------- |
| Borras Park Albion      | Dean Road                             | Wrexham            |                  |
| Brickfield Rangers      | Court Road                            | Wrexham            |                  |
| Brymbo                  | Brymbo Sports Complex                 | Broughton          |                  |
| Chirk A.A.A.            | Holyhead Road                         | Chirk              |                  |
| Coedpoeth Utd           | Penygelli Playing Fields              | Coedpoeth          |                  |
| Corwen                  | War Memorial Ground                   | Corwen             |                  |
| Nomads of Connah's Quay | Wepre Park                            | Connah's Quay      |                  |
| Gresford Athletic       | Clappers Lane                         | Gresford           |                  |
| Hawarden Rangers        | Gladstone Playing Field               | Hawarden           |                  |
| Llangollen Town         | Tower Fields                          | Llangollen         |                  |
| Llay Welfare            | The Ring                              | Llay               |                  |
| Overton Recreation      | Recreation Ground                     | Overton-on-Dee     |                  |
| Penyffordd              | Abbots Lane Infant School             | Penyffordd         |                  |
| Rhos Aelwyd             | Ponciau Park, Ponciau                 | Ponciau            |                  |
| Ruthin Town             | Memorial Playing Fields               | Ruthin             |                  |
| Saltney Town            | Saltney Community Centre              | Saltney            |                  |
| Division One            |                                       |                    |                  |
| Acrefair Youth          | The Bont Playing Fields               | Froncysyllte       |                  |
| AFC Brynford            | Recreation Ground                     | Brynford           |                  |
| Argoed United           | Argoed Sports Club                    | Argoed             |                  |
| Castell Alun Colts      | Castell Alun Sports & Leisure Complex | Hope               |                  |
| Caerwys                 | Lon yr Ysgol                          | Caerwys            |                  |
| Queens Park             | Rhosnessni Recreational Ground        | Wrexham            |                  |
| Garden Village          | Gresford Colliery Social Club         | Pandy              |                  |
| Johnstown Youth         | Moreton Playing Fields                | Johnstown          |                  |
| Lex XI                  | Stansty Park                          | Wrexham            |                  |
| Llanuwchllyn            | Church Street                         | Llanuwchllyn       |                  |
| New Brighton Villa      | New Brighton Community Centre         | New Brighton       |                  |
| Penley                  | Maelor School                         | Penley             |                  |
| Point Of Ayr            | Ffynnongroew Recreation Ground        | Ffynnongroew       |                  |
| Venture Community       | The Dunks                             | Queensway, Wrexham |                  |

## Albo d'oro
The league has undergone various restructures in its history, with the number of divisions and their names changing.
For its first season the league had just one division, the Senior Division
| Season  | Senior Division |
| ------- | --------------- |
| 1945–46 | Llay United     |

In 1946 two regional divisions were introduced below the Senior Division
| Season  | Senior Division  | East Division          | West Division     |
| ------- | ---------------- | ---------------------- | ----------------- |
| 1946–47 | Wrexham 'A'      | Rhostellyn Sports Club | Gresford Athletic |
| 1947–48 | Chirk AAA        | Rhostyllen/Bersham BL  | Coedpoeth         |
| 1948–49 | Johnstown United | Overton St Mary's      | Coedpoeth         |

In 1949 the regionalised divisions were merged together and the resulting three divisions renamed Divisions One, Two and Three
| Season  | Division One      | Division Two    | Division Three       |
| ------- | ----------------- | --------------- | -------------------- |
| 1949–50 | Chirk AAA         | Ruabon Athletic | New Boughton         |
| 1950–51 | Cefn Druids       | Penycae         | Rubery Owen Rockwell |
| 1951–52 | Chirk AAA         | Holt Nomads     | Royal Pioneer Corps  |
| 1952–53 | Overton St Mary's | Llangollen Town | Bradley Rangers      |

In 1953–54 Division Three was not contested due to a lack of clubs
| Season  | Division One      | Division Two    |
| ------- | ----------------- | --------------- |
| 1953–54 | Overton St Mary's | Bradley Rangers |

In 1954 Division Three was revived
| Season  | Division One      | Division Two         | Division Three           |
| ------- | ----------------- | -------------------- | ------------------------ |
| 1954–55 | Welshpool         | Gresford Colliery    | Bradley Rangers Reserves |
| 1955–56 | Buckley Wanderers | Holt Nomads          | Tanyfron Youth Club      |
| 1956–57 | Welshpool         | Rubery Owen Rockwell | Ponciau Youth Club       |
| 1957–58 | Brymbo Steelworks | Royal Pioneer Corps  | Marshalls Sports Club    |
| 1958–59 | Chirk AAA         | Rhos Aelwyd          | Tanyfron                 |
| 1959–60 | Chirk AAA         | Buckley Rovers       | Fron                     |

In 1960 Division Three was discontinued once again
| Season  | Division One | Division Two     |
| ------- | ------------ | ---------------- |
| 1960–61 | Chirk AAA    | Pentre Broughton |
| 1961–62 | Welshpool    | Rhosddu          |

In 1962 Division Three was revived once again
| Season  | Division One               | Division Two               | Division Three             |
| ------- | -------------------------- | -------------------------- | -------------------------- |
| 1962–63 | Llay Welfare               | Gresford Athletic          | Summerhill                 |
| 1963–64 | Ruthin Town                | Summerhill                 | Llanuwchllyn               |
| 1964–65 | Welshpool                  | Buckley Rovers             | Coedpoeth                  |
| 1965–66 | Brymbo Steelworks          | Rubery Owen Rockwell       | Marshalls Sports Club      |
| 1966–67 | Brymbo Steelworks          | Coedpoeth                  | British Celanese           |
| 1967–68 | Llangollen Town            | Bala Town                  | Rossett Villa              |
| 1968–69 | Final tables not available | Final tables not available | Final tables not available |

In 1969 Division Three was split into two sections, A and B
| Season  | Division One      | Division Two  | Division Three A           | Division Three B |
| ------- | ----------------- | ------------- | -------------------------- | ---------------- |
| 1969–70 | Brymbo Steelworks | Druids United | Gresford Athletic Reserves | Cefn Albion      |

In 1970 the two Division Three sections were reorganised into Divisions Three and Four
| Season  | Division One      | Division Two      | Division Three   | Division Four          |
| ------- | ----------------- | ----------------- | ---------------- | ---------------------- |
| 1970–71 | Brymbo Steelworks | Burntwood & Drury | Rhosddu          | Castell Alun           |
| 1971–72 | Llangollen Town   | Rhosddu           | Castell Alun     | Druids United Reserves |
| 1972–73 | Denbigh Town      | Ruabon St Marys   | Hawarden Rangers | Treuddyn Villa         |
| 1973–74 | Denbigh Town      | Buckley Rovers    | Coedpoeth        | Overton Athletic       |

In 1974 the four divisions were reduced to just two
| Season  | Division One | Division Two |
| ------- | ------------ | ------------ |
| 1974–75 | Denbigh Town | Lex XI       |

In 1975 Division Three was reintroduced
| Season  | Division One | Division Two | Division Three     |
| ------- | ------------ | ------------ | ------------------ |
| 1975–76 | Denbigh Town | Coedpoeth    | Castell Alun Colts |

In 1976 Division Three was discontinued once again
| Season  | Division One      | Division Two       |
| ------- | ----------------- | ------------------ |
| 1976–77 | Brymbo Steelworks | Castell Alun Colts |
| 1977–78 | New Broughton     | Cefn Albion        |

In 1978 Divisions Three and Four were revived
| Season  | Division One      | Division Two | Division Three | Division Four |
| ------- | ----------------- | ------------ | -------------- | ------------- |
| 1978–79 | Brymbo Steelworks | Chirk AAA    | Penley         | Tunnel Cement |

In 1978 Division Four was discontinued once again
| Season  | Division One | Division Two | Division Three |
| ------- | ------------ | ------------ | -------------- |
| 1979–80 | Cefn Albion  | Ruthin Town  | Grapes         |

In 1980 Division Four was once again revived
| Season  | Division One      | Division Two     | Division Three   | Division Four |
| ------- | ----------------- | ---------------- | ---------------- | ------------- |
| 1980–81 | Cefn Albion       | Rhostyllen Villa | Grapes           | New Broughton |
| 1981–82 | Brymbo Steelworks | Grapes           | Hawkesbury Villa | Coedpoeth     |
| 1982–83 | Brymbo Steelworks | Rhos Aelwyd      | Coedpoeth        | Llay RBL      |

In 1983 Division Four was split into two sections, North and South
| Season  | Division One | Division Two    | Division Three | Division Four (North)  | Division Four (South) |
| ------- | ------------ | --------------- | -------------- | ---------------------- | --------------------- |
| 1983–84 | Chirk AAA    | Lex XI Reserves | Penycae        | Connah's Quay Reserves | Johnstown Athletic    |

In 1983 the two Division Four sections were merged back together and the four divisions renamed Premier, One, Two and Three
| Season  | Premier Division | Division One     | Division Two       | Division Three           |
| ------- | ---------------- | ---------------- | ------------------ | ------------------------ |
| 1984–85 | Lex XI           | Llay RBL         | Chirk AAA Reserves | Llangollen Town Reserves |
| 1985–86 | Mold Alexandra   | Llangollen Town  | Penycae Reserves   | Bradley                  |
| 1986–87 | Mold Alexandra   | Llay Welfare     | Corwen             | Flint Town               |
| 1987–88 | Lex XI           | Corwen           | St Marys Ruabon    | New Broughton            |
| 1988–89 | Lex XI           | Rhostyllen Villa | Marchwiel Villa    | Kelloggs                 |
| 1989–90 | Mold Alexandra   | Bala Town        | New Broughton      | Kinnerton                |

In 1990 Division Three was discontinued
| Season  | Premier Division  | Division One         | Division Two            |
| ------- | ----------------- | -------------------- | ----------------------- |
| 1990–91 | Marchwiel Villa   | Llay Welfare         | Bradley                 |
| 1991–92 | Wrexham Reserves  | Treuddyn Villa       | British Aerospace       |
| 1992–93 | Penley            | Cefn Druids Reserves | Rhost/Bersham           |
| 1993–94 | Penycae           | Brymbo Reserves      | Rhosddu                 |
| 1994–95 | Oswestry Town     | Rhost/Bersham RBL    | Wrexham Colts           |
| 1995–96 | Gresford Athletic | Wrexham Colts        | Gresford Athletic Colts |
| 1996–97 | Wrexham Colts     | Castell AC           | Owens Corning           |
| 1997–98 | Penley            | Bala Town            | Bradley Villa           |
| 1998–99 | Corwen            | Bradley Villa        | Borras Park Albion      |

In 1999 Division Three was revived
| Season    | Premier Division   | Division One       | Division Two       | Division Three        |
| --------- | ------------------ | ------------------ | ------------------ | --------------------- |
| 1999–2000 | British Aerospace  | Hand Hotel         | Cefn United        | Buckley Town          |
| 2000–01   | Gresford Athletic  | Cefn United        | Llay Welfare Colts | Queen's Park          |
| 2001–02   | Mold Alexandra     | Mynydd Isa         | Queen's Park       | Brynteg Village       |
| 2002–03   | Castell Alun Colts | Queen's Park       | Brynteg Village    | Ruabon Villa          |
| 2003–04   | Bala Town          | Acrefair Youth     | Coedpoeth United   | Buckley Town Reserves |
| 2004–05   | Queen's Park       | Brynteg Village    | New Brighton Villa | Mold Juniors          |
| 2005–06   | Rhos Aelwyd        | Castell Alun Colts | Bala Town Reserves | Venture Community     |
| 2006–07   | Brymbo             | Bala Town Reserves | Venture Community  | Brymbo Reserves       |
| 2007–08   | Brymbo             | Airbus UK reserves | Garden Village     | FC Cefn               |

In 2008, all reserve and colts teams were split off, leaving two divisions for first teams and two divisions for lower teams
| Season  | Premier Division | Division One               |
| ------- | ---------------- | -------------------------- |
| 2008–09 | Llangollen Town  | FC Cefn                    |
| 2009–10 | Rhos Aelwyd      | Garden Village             |
| 2010–11 | Penycae          | Penyffordd                 |
| 2011–12 | FC Cefn          | Saltney Town               |
| 2012–13 | Chirk AAA        | Borras Park Albion         |
| 2013–14 | Mold Alexandra   | FC Nomads of Connah's Quay |